# 犯罪精神医学
犯罪精神医学（はんざいせいしんいがく）は、おもに法廷の場で犯罪に至った精神的事由を明らかにし、責任能力の有無を考察判断する精神鑑定領域を包括した学問を指す。

## 定義
一般的には、犯罪に至る原因論を科学的に究明する犯罪生物学と、犯罪を犯した人間に刑事罰を科すことが可能かどうかの責任能力を判断する学問である司法精神医学とから成り立っており、この二つの領域を総合して犯罪精神医学と称するのが普通である。
犯罪精神医学は犯罪人（学問上の定義による）の責任能力を判定する特殊な性質上、矯正施設における医療を扱う矯正医学を包括する場合もある。しかしながら、矯正医学の扱う範囲は精神医学領域のみではないので、犯罪精神医学に含める場合はその精神医学領域ということになる。秋葉原無差別殺傷事件のように、特定の動機がない中で殺傷事件などの犯罪を突発的に起こすような犯罪心理は、従来の精神医学では解明しづらくなっているという背景がある。

## 日本における活動
2005年、日本司法精神医学会が発足、医療観察法が施行。同法は心神喪失などの状態で重大な事件を起こした者に対する医療や観察に関する法律であり、犯罪精神医学や司法精神医学に関わる医療者が増えるきっかけとなった。現在、日本では東京医科歯科大学難治疾患研究所が犯罪精神医学部門の国内唯一の専門機関として、2015年9月から研究活動を行っている。